# Wladimir Herrera
Wladimir Eliseo Herrera Marilicán (Hualaihué, 12 dicembre 1981) è un ex calciatore cileno, di ruolo difensore.